# Harrison's Principles of Internal Medicine

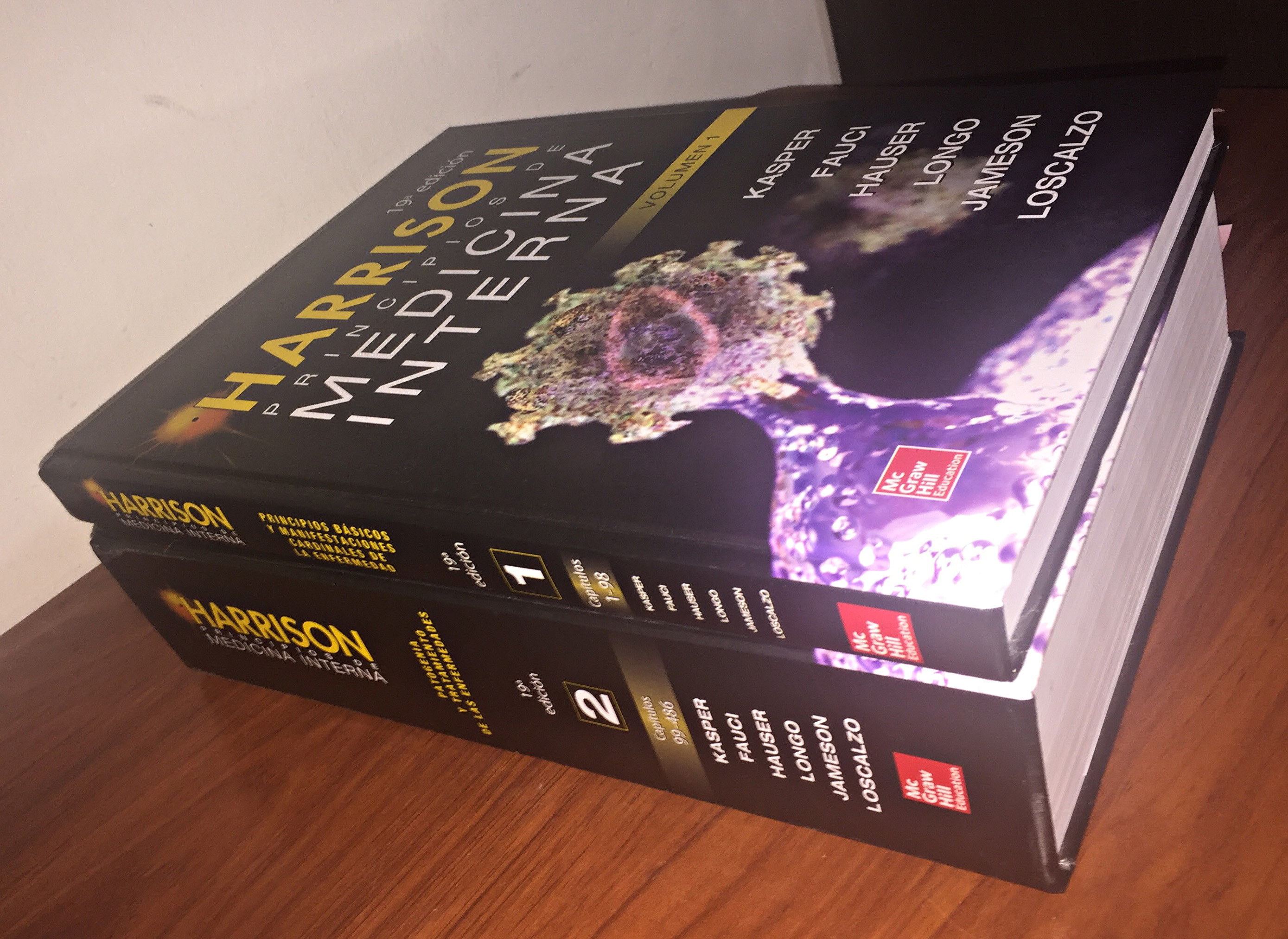
Harrison Principios de Medicina Interna 19ª Edició (en castellà).

Harrison's Principles of Internal Medicine (Principis de Medicina Interna de Harrison) és un llibre de medicina interna. Fou publicat per primera vegada el 1950 i actualment es troba en la seva 19a. edició (publicat l'abril de 2015 per McGraw-Hill Professional ISBN 978-0071802154) i consta de dos volums. Tot i que està dirigit als membres de la professió mèdica en general, és utilitzat principalment, com obra de consulta ràpida, per metges internistes i metges generalistes en aquest camp, així com per estudiants de medicina. És àmpliament considerat un dels llibres amb més autoritat en medicina interna i ha estat descrit com "el llibre que, possiblement, és el més reconegut en tota la medicina."
L'obra porta el sobre títol "de Harrison" per Tinsley R. Harrison de Birmingham, Alabama, qui fou redactor en cap de les primeres cinc edicions i va establir el format de l'obra: una base forta de medicina clínica entrellaçada amb un enteniment de la fisiopatologia.

## Història
Cita de Harrison que apareix en la primera edició d'aquest llibre el 1950:
| «                     | No hi ha oportunitat o obligació més gran que pugui tocar-li a un ésser humà que convertir-se en metge. En l'atenció del patiment, el metge necessita habilitats tècniques, coneixements científics i comprensió dels aspectes humans. Aquell que fa servir això amb coratge, humilitat i saviesa proveirà un servei únic al seu proïsme i construirà un edifici durador de caràcter per si mateix. El metge ha de demanar-li al destí això com a mínim i no s'hauria d'acontentar amb menys... | » |
| — Tinsley R. Harrison | |   |

## Últimes edicions
La 17a. edició del llibre està dedicada a George W. Thorn, qui fos l'editor de les primeres set edicions del llibre i editor en cap de la vuitena edició mort l'any 2004. La 18a. edició del llibre va ser editada per Anthony Fauci, Dennis Kasper, Stephen Hauser, J. Larry Jameson i Joseph Loscalzo. Nous capítols afegits inclouent: "Sistemes Biològics en la Salut i Malaltia", "El microbioma Humà", "La Biologia de l'envelliment" i "Malalties neuropsiquiatriques en veterans de guerra". La 19a. edició del llibreffou editada per Dennis Kasper, Anthony Fauci, Stephen Hauser, Dan Longo, J. Larry Jameson i Joseph Loscalzo.
L'edició número 20 va ser editada per Dennis Kasper, Anthony Fauci, Stephen Hauser, Dan Longo, J. Larry Jameson i Joseph Loscalzo, tenint com a data de llançament el 17 d'agost del 2018.

## Traduccions
Escrit originalment en anglès i actualment traduït a diversos idiomes: 
àrab, xinès, francès, alemany, castellà, italià, portuguès, japonès, coreà, turc, polonès, romanès, croat, serbi i grec.